# Vivir sin permiso
Vivir sin permiso va ser una sèrie de televisió espanyola produïda per Mediaset España en col·laboració amb Alea Media per a Telecinco. La sèrie està basada en un relat de l'escriptor Manuel Rivas, abordant el cru passat i present del narcotràfic a Galícia. És protagonitzada per José Coronado, Álex González, Claudia Traisac i Luis Zahera entre d'altres.
En 2018 després d'acabar la primera temporada i sense emissió Mediaset España decideix donar llum verda a una segona tanda de capítols que completaran la segona temporada i seran emesos en el segon trimestre de l'any 2019.
La sèrie serà rodada íntegrament en Galícia i la seva costa, creant així la fictícia comarca gallega d'Oest. Els imponents paisatges, les gents, els costums, la gastronomia, la mar, el clima, els colors i la singular atmosfera de Galícia seran part fonamental de la història i imprimiran caràcter a l'atmosfera i a l'estètica de la producció. El Pazo da Toxeiriña a Moraña, enclavaments històrics d'O Salnés, Illa de Arousa i Vilagarcía de Arousa, el port de Vigo, Santiago de Compostel·la i el port de Ribeira han estat les localitzacions on s'ha desenvolupat el rodatge.
El dimecres 23 de gener de 2020 durant l'emissió del segon capítol de la sèrie, El Pueblo (en la publicitat), es va revelar que aquesta era la temporada final.

## Argument
Nemesio "Nemo" Bandeira (José Coronado) és un home que es va enriquir en el passat amb activitats il·legals però que ha aconseguit blanquejar la seva trajectòria fins a erigir-se en un dels empresaris més influents de Galícia, a través d'una important companyia conservera pertanyent a la família de la seva esposa, Asunción "Chon" Moliner (Pilar Castro). Quan a Nemo li diagnostiquen Alzheimer, tractarà d'ocultar la seva malaltia per a no mostrar-se vulnerable mentre posa en marxa el procés per a triar al seu successor, la qual cosa provoca una hecatombe en la família. Els seus dos fills legítims que mai han tingut gens d'interès pels negocis, Nina (Giulia Charm) i Carlos (Àlex Monner), de sobte intenten demostrar que cadascú és el candidat més adequat. El seu fillol, el brillant i implacable advocat Mario Mendoza (Álex González), és objectivament el més preparat, encara que manca d'una cosa vital: portar la mateixa sang que el seu padrí. Al saber que Nemo no li contempla com a hereu de l'imperi, posarà en marxa el seu propi pla sense abandonar el seu encantador somriure, la qual cosa li convertirà en el més perillós i despietat dels seus enemics.

## Repartiment

### 1a Temporada

#### Repartiment principal
- José Coronado - Nemesio "Nemo" Bandeira
- Álex González - Mario Mendoza Pedreira
- Claudia Traisac - Lara Balarés Ponte / Lara Bandeira

#### Repartiment secundari
- Luis Zahera - Antonio Yáñez Ferreiro «Ferro»
- Giulia Charm - Nina Bandeira Moliner
- Pilar Castro - Asunción «Chon» Moliner de Bandeira
- Ledicia Sola - Elisa Carballo
- Àlex Monner - Carlos Bandeira Moliner
- Unax Ugalde - Marcos Hevia / Malcolm Sousa
- Édgar Vittorino - Freddy (Episodi 2 - Episodi 13)
- Xavier Deive - Adolfo Monterroso (Episodi 1 - Episodi 11; Episodi 13)
- Paula Morado - Inspectora Marta Alén (Episodi 2 - Episodi 11; Episodi 13)
- Carmela Martins- Rory (Episodi 1- Episodi 10)

##### Amb la col·laboració especial de
- Carlos Hipólito - Fidel Lamas † (Episodi 1)
- Ricardo Gómez - Alejandro Lamas † (Episodi 1 - Episodi 11)
- Leonor Watling - Berta Moliner de Arteaga (Episodi 10 - Episodi 13)
- Patrick Criado - Daniel Arteaga Vargas (Episodi 11 - Episodi 13)

#### Repartiment episòdic
- María Guinea - Ada jove (Episodi 1 - Episodi 3; Episodi 5 - Episodi 8; Episodi 11; Episodi 13)
- Javier Abad - Nemo jove (Episodi 1 - Episodi 3; Episodi 5 - Episodi 8; Episodi 10 - Episodi 11; Episodi 13)
- Camila Bossa - Gloria Noya Brey, la doctora † (Episodi 1; Episodi 4 - Episodi 8; Episodi 10)
- Daniel Currás - Tigre † (Episodi 1 - Episodi 3; Episodi 5 - Episodi 13)
- Diego Freire - Capataz (Episodi 1)
- Pol Monen - Exprés † (Episodi 1 - Episodi 3)
- Paula Pier - Estela (Episodi 1 - Episodi 2; Episodi 4 - Episodi 10)
- Mercedes Castro - Carmiña (Episodi 1 - Episodi 4; Episodi 6; Episodi 8 - Episodi 13)
- Ana Villagrasa - Secretaria de Nemo (Episodi 1 - Episodi 2; Episodi 4 - Episodi 8; Episodi 10 - Episodi 11)
- Denis Gómez - Periodista (Episodi 1 - Episodi 4; Episodi 6 - Episodi 8)
- Miguel Borines - Enllaç de Malcolm (Episodi 2; Episodi 4 - Episodi 5; Episodi 7 - Episodi 13)
- Xavier Estévez - Professor (Episodi 2; Episodi 6; Episodi 8)
- Christian Escuredo - Pare de Mario Mendoza (jove) (Episodi 2; Episodi 10; Episodi 13)
- Elisabeth Larena - Olivia (Episodi 3)
- Bruno Squarcia - Fabio (Episodi 3 - Episodi 4)
- Covadonga Berdiñas - Laura † (Episodi 3 - Episodi 4; Episodi 7; Episodi 10 - Episodi 12)
- Adrián Viador - Estevo (Episodi 6)
- David Seijo – Fill de l'amo de la conservera (Episodi 5 - Episodi 7)
- Alejandro Carro - Daniel (Episodi 7)
- Javier Izquierdo "Pequeno"- Breixo (Episodi 7)
- Pablo Viña - Juez (Episodi 9)
- Jean Claude Ricquebourg - Marcel (Episodi 10)

### 2a Temporada

#### Repartiment principal
- José Coronado - Nemesio "Nemo" Bandeira †
- Álex González - Mario Mendoza Pedreira
- Claudia Traisac - Lara Balarés Ponte / Lara Bandeira

#### Repartiment secundari
- Luis Zahera - Antonio Yáñez Ferreiro «Ferro»
- Pilar Castro - Asunción «Chon» Moliner de Bandeira (Episodi 14 - Episodi 20)
- Patrick Criado - Daniel Arteaga Vargas †
- Giulia Charm - Nina Bandeira Moliner
- Rubén Zamora - Germán Arteaga †
- Édgar Vittorino - Freddy † (Episodi 14 - Episodi 21)
- Marta Larralde - Marina Cambeiro San Román
- María Vázquez - Diana Escudero
- Xabier Deive - Adolfo Monterroso
- Paula Morado - Inspectora Marta Alén
- Ledicia Sola - Elisa Carballo (Episodi 14; Episodi 16; Episodi 21; Episodi 23)
- Adrián Castiñeiras - Abraham Olid (Episodi 14 - Episodi 20)
- Unax Ugalde - Marcos Hevia (Episodi 22 - Episodi 23)
- Fran Lareu - Federico (Episodi 15 - Episodi 16)
- Toni Salgado - Furancho (Episodi 14 - Episodi 17; Episodi 23)
- César Cambeiro - Cibrán Mendoza Couto (Episodi 14 - Episodi ¿?)
- María Guinea - Ada Balarés Ponte  (Episodi 23)
- Isabel Naveira - Irene Costa
- Roberto Peralta - Santos Montoya Cortés †
- Julius Cotter - Mr. Anderson

##### Amb la col·laboració especial de
- Leonor Watling - Berta Moliner de Arteaga † (Episodi 14 - Episodi 17)
- Miguel de Lira - Celso Guimaré † (Episodi 14; Episodi 16 - Episodi 22)
- Àlex Monner - Carlos Bandeira Moliner (Episodi 22)

### Taula del repartiment

#### Elenc Principal
| Actor / Actriu  | Personatge                    | Temporada | Temporada |
| Actor / Actriu  | Personatge                    | 1         | 2         |
| --------------- | ----------------------------- | --------- | --------- |
| José Coronado   | Nemo Bandeira                 | Principal | Principal |
| Álex González   | Mario Mendoza Pedreira        | Principal | Principal |
| Claudia Traisac | Lara Balarés Ponte / Bandeira | Principal | Principal |

#### Elenc Secundari
| Actor / Actriu     | Personatge                     | Temporada | Temporada |  |
| Actor / Actriu     | Personatge                     | 1         | 2         |  |
| ------------------ | ------------------------------ | --------- | --------- |  |
| Luis Zahera        | Antonio Yáñez Ferreiro "Ferro" | Secundari | Secundari |  |
| Giulia Charm       | Nina Bandeira                  | Secundari | Secundari |  |
| Pilar Castro       | Asunción "Chon" Moliner        | Secundari | Secundari |  |
| Ledicia Sola       | Elisa Carballo                 | Secundari | Recurrent |  |
| Álex Monner        | Carlos Bandeira                | Secundari | Invitat   |  |
| Unax Ugalde        | Marcos Hevia / Malcolm Sousa   | Secundari | Invitat   |  |
| Ricardo Gómez      | Alejandro Lamas                | Secundari |           |  |
| Édgar Vittorino    | Freddy                         | Recurrent | Secundari |  |
| Xavier Deive       | Adolfo Monterroso              | Recurrent | Secundari |  |
| Carmela Martins    | Rory                           | Secundari | Invitat   |  |
| Paula Morado       | Marta Alén                     | Recurrent | Secundari |  |
| Leonor Watling     | Berta Moliner                  | Recurrent | Secundari |  |
| Patrick Criado     | Daniel Arteaga                 | Recurrent | Secundari |  |
| Rubén Zamora       | Germán Arteaga                 |           | Secundari |  |
| Marta Larralde     | Marina Cambeiro                |           | Secundari |  |
| María Vázquez      | Diana Escudero                 |           | Secundari |  |
| Adrián Castiñeiras | Abraham Olid                   |           | Secundari |  |
| Miguel de Lira     | Celso Guimaré                  |           | Secundari |  |

## Temporades i episodis
El primer episodi de la sèrie es va estrenar simultàniament en 5 canals del grup Mediaset España: Telecinco, Factoría de Ficción, Energy, Divinity i Be Mad aconseguint una quota de pantalla del 22,3% (3.047.000) simultani. Les audiències del primer episodi van ser; Telecinco: 2.590.000 (19,0%); Energy: 148.000 (1,1%), FDF: 147.000 (1,1%), Divinity: 128.000 (0,9%) i BeMad: 34.000 (0,2%):
| Temporada | Temporada | Episodis | Estrena                | Final                  | Audiència mitjana | Audiència mitjana | Audiència mitjana |
| Temporada | Temporada | Episodis | Estrena                | Final                  | Espectadors       | Quota             |                   |
| --------- | --------- | -------- | ---------------------- | ---------------------- | ----------------- | ----------------- | ----------------- |
|           | 1         | 13       | 24 de setembre de 2018 | 17 de desembre de 2018 | 2.700.000         | 19,0%             |                   |
|           | 2         | 10       | 13 de gener de 2020    | 16 de març de 2020     | 2.038.000         | 15,0%             |                   |
| Total     | Total     | 23       | 2018                   | 2020                   | 2 412 000         | 17,0%             |                   |

### Primera temporada (2018)
| Núm. (sèrie) | Núm. (temp.) | Títol                        | Director(s)            | Guionista(s)                             | Data d'emissió         | Audiència         |
| ------------ | ------------ | ---------------------------- | ---------------------- | ---------------------------------------- | ---------------------- | ----------------- |
| 1            | 1            | «¡Llamadme Nemo!»            | Marc Vigil             | Aitor Gabilondo i Joan Barbero           | 24 de setembre de 2018 | 2 590 000 (19,0%) |
| 2            | 2            | «El valor de la palabra»     | Marc Vigil             | Joan Barbero                             | 1 d'octubre de 2018    | 2 638 000 (18,1%) |
| 3            | 3            | «Tiburones y otros peces»    | Óskar Santos           | Antonio Hernández Centeno                | 8 d'octubre de 2018    | 2 847 000 (19,6%) |
| 4            | 4            | «La bofetada»                | Alfonso Arandia Loroño | Antonio Hernández Centeno                | 15 d'octubre de 2018   | 2 744 000 (18,3%) |
| 5            | 5            | «Lejos de aquí»              | Miguel Ángel Vivas     | Darío Madrona                            | 22 d'octubre de 2018   | 2 707 000 (19,3%) |
| 6            | 6            | «Aires de cambio»            | Óskar Santos           | Guadalupe Rilova                         | 29 d'octubre de 2018   | 2 606 000 (19,6%) |
| 7            | 7            | «Si estás perdiendo tu alma» | Alfonso Arandia Loroño | Darío Madrona                            | 5 de novembre de 2018  | 2 684 000 (18,5%) |
| 8            | 8            | «Sacrificios»                | Miguel Ángel Vivas     | Antonio Hernández Centeno                | 12 de novembre de 2018 | 2 533 000 (17,4%) |
| 9            | 9            | «Una familia unida»          | Óskar Santos           | Guadalupe Rilova                         | 19 de novembre de 2018 | 2 741 000 (19,1%) |
| 10           | 10           | «Incapaces»                  | Alfonso Arandia Loroño | Antonio Hernández Centeno i Joan Barbero | 26 de novembre de 2018 | 2 601 000 (18,1%) |
| 11           | 11           | «Un día para no olvidar»     | Marc Vigil             | Guadalupe Rilova                         | 3 de desembre de 2018  | 2 756 000 (19,6%) |
| 12           | 12           | «La sangre es la sangre»     | Alfonso Arandia Loroño | Mauricio Romero i Olga Salvador          | 10 de desembre de 2018 | 2 787 000 (19,8%) |
| 13           | 13           | «Tus amigos no te olvidan»   | Óskar Santos           | Joan Barbero                             | 17 de desembre de 2018 | 2 868 000 (20,2%) |

### Segona temporada (2020)
| N.º (serie) | N.º (temp.) | Títol                        | Director(s)   | Guionista(s)                                | Data d'emissió       | Audiència         |
| ----------- | ----------- | ---------------------------- | ------------- | ------------------------------------------- | -------------------- | ----------------- |
| 14          | 1           | «Mil razones para no volver» | Óscar Pedraza | Antonio Hernández Centeno i David Bermejo   | 13 de gener de 2020  | 2 281 000 (16,4%) |
| 15          | 2           | «Rey solitario»              | Óscar Pedraza | Natxo López                                 | 20 de gener de 2020  | 1 969 000 (14,1%) |
| 16          | 3           | «Cree en mi»                 | Mar Olid      | Patricia Trueba i Jordi Terradas            | 27 de gener de 2020  | 2 151 000 (15,9%) |
| 17          | 4           | «El león enjaulado»          | Mar Olid      | Francisco Arnal i Daniel Monedero           | 3 de febrer de 2020  | 2 053 000 (15,9%) |
| 18          | 5           | «El primer error»            | Óskar Santos  | Natxo López                                 | 10 de febrer de 2020 | 1 924 000 (14,7%) |
| 19          | 6           | «El último desembarco»       | Óskar Santos  | Jordi Terradas i Víctor Pedreira            | 17 de febrer de 2020 | 1 934 000 (14,4%) |
| 20          | 7           | «No te guardo rencor»        | Óscar Pedraza | Antonio Hernández Centeno i Patricia Trueba | 24 de febrer de 2020 | 1 883 000 (14,5%) |
| 21          | 8           | «El mal menor»               | Óscar Pedraza | Franciso Arnal                              | 2 de març de 2020    | 1 972 000 (14,8%) |
| 22          | 9           | «Un lugar muy oscuro»        | Mar Olid      | Patricia Trueba                             | 9 de març de 2020    | 1 831 000 (14,0%) |
| 23          | 10          | «Antes de irme»              | Mar Olid      | Jordi Terradas i Víctor Pedreira            | 16 de març de 2020   | 2 385 000 (15,4%) |

- La segona temporada es va estrenar en Netflix el 31 de gener de 2020, per la qual cosa només s'havien emès 3 episodis de la temporada en Telecinco.

### Reportatges associats
En la seva emissió en Telecinco, els primers episodis de la sèrie van ser acompanyats d'una sèrie de reportatges relacionats amb el narcotràfic en les ries gallegues.

#### Los narcos que vivieron del mar
| Programes emesos | Programes emesos | Programes emesos              | Programes emesos | Programes emesos  |
| Núm.             | Data d'emissió   | Títol del programa            | Espectadors      | Quota de pantalla |
| ---------------- | ---------------- | ----------------------------- | ---------------- | ----------------- |
| 1                | 24/09/2018       | Del tabaco a la cocaína       | 866 000          | 13,8%             |
| 2                | 01/10/2018       | La segunda generación         | 802 000          | 12,2%             |
| 3                | 08/10/2018       | ¿Quién manda hoy en las Rías? | 848 000          | 11,9%             |

#### España mira a La Meca
| Programes emesos | Programes emesos | Programes emesos                 | Programes emesos | Programes emesos  |
| Núm.             | Data d'emissió   | Title del programa               | Espectadors      | Quota de pantalla |
| ---------------- | ---------------- | -------------------------------- | ---------------- | ----------------- |
| 1                | 15/10/2018       | La comunidad musulmana en España | 1 054 000        | 15,2%             |
| 2                | 22/10/2018       | Mujer e islam                    | 709 000          | 12,0%             |
| 3                | 29/10/2018       | Terrorismo yihadista             | 732 000          | 13,4%             |